# Семерня Олександр Федорович
Олесь Семерня (2 серпня 1936, Миколаївка, Бердянський район, Запорізька область — 6 липня 2012, Сокиряни, Сокирянський район, Чернівецька область) — український художник, працював в основному в Україні та Молдові, один із найяскравіших представників наївного українського малярства («наївного мистецтва») кінця XX століття — початку XXI століття, автор понад 600 картин. Член Союзу Майстрів Народної Творчості України та член Молдовського Благодійного Фонду Українських Професійних Художників і Народних Майстрів «Renaştere-Відродження».

## Філософські погляди
Олесь Семерня — одна з найбільш загадкових творчих особистостей України. Олесь стає типовим вільним козаком, захисник українського народу та його самобутності, мандрівником, мудрецем, казкарем і характерником в одній особі. Його називають філософом-затворником, адже митець жив на природі — там і творив, відмовившись від публічного життя. Такий стиль життя художник пояснював тим, що для нього весь світ відкривався, коли він знаходиться перед мольбертом за яким він і створював яскраві та різнокольорові роботи, присвячені темам народного життя. За своє свободолюбиве життя, картини виконані у народній манері Олесь отримав прізвисько «Козак Мамай українського мистецтва».

## Життєпис подій і творчості

### Дитинство
Олесь Семерня народився 2 серпня 1936 року в селі Миколаївка Бердянського району Запорізької області. Дитинство пройшло на Маріупольщині. Його мама — Марія Андріївна Касьян, батько — Федір Григорович Семерня. За те, що мама в часи німецької окупації працювала санітаркою у німецькому шпиталі, Олеся разом з матір'ю та молодшим братом наприкінці 1940-х років було вислано в місто Джезказган Карагандинської області в Казахстані (поблизу Байконура). Звідси пішов і сюди ж повернувся після служби в Радянській Армії (1954—1956).

### Перші роботи
Малював з дитинства. Після армії туга за Україною приводить Семерню у місто Вознесенськ  Миколаївської області. Там він одружується й починає малювати. Стає членом творчого об'єднання «Прибужжя», де в 1970 році відбувається його перша персональна виставка. У 1977 отримує звання «Майстер народної творчості». Проте майже ніхто (зокрема й дружина — медик з вищою освітою) не сприймає його «неправильного» малювання. Не знайшовши підтримки і розуміння, Олесь втікає від цивілізації «в бур'яни», веде мандрівний спосіб життя, далі знаходить пристанівок у с. Крива Пустош на Миколаївщині, а згодом покидає Україну, так як не має ні власного житла, ні майстерні.

### Молдовський період, 1980-ті
Тривалий час живе і творить у Бєльцях (Молдова), де народжується багато картин, з яких — «Старе місто», «Тарутино», «Водоніс», «Вівтар». Проте митець не пориває зв'язків з Україною. Перша виставка Семерні відбулася в Миколаєві на початку 80-х років, яку організував місцевий мистецтвознавець Валерій Малина. Справжнє відкриття художника відбулося після виставки в Інституті мистецтвознавства, фольклору та етнографії Академії наук (1982) та Спілці письменників України (1983). Далі були виставки в бібліотеці Київського медичного інституту, де виставлявся тоді й Іван Марчук та інші, в інституті напівпровідників України за активної підтримки голови Павла Загребельного (1983,1986), у галереї «Ор» (керівник М. Волга), в музеї народної архітектури та побуту УРСР (1988). Широкого розголосу набула виставка в Київському Будинку профспілок в 1990 році.

### Кінострічка
1988 року талановитий режисер-оператор Леонід Анічкін створив унікальну стрічку про життя і творчість митця «Зачароване колесо життя» (кінооператор А. Солопай, сценарист В. Лисенко, Анатолій Черченко, композитор Лазаревська-Дикарєва Тетяна Леонідівна державний кінофотофоноархів № 11045), бо там — непересічні діячі української культури сказали своє слово про творчість Олеся Семерні: Павло Загребельний, Юрій Покальчук, Іван Малкович, Валерій Малина (першовідкривач таланту Семерні), Микола Щербак, Оксана Забужко, Валентина Лисенко, Роксана Горбовець..

### Київ
У 1992 році проведена одна з найцікавіших колективних презентацій із назвою «Наші корені та джерела». Гармонійно об'єдналися твори Володимира Кабаченка (Одеса), Федора Панчука (Вінниця), Олеся Семерні (Миколаївщина — тоді він мешкав у Вознесенську) та Анатолія Фурлета (Хмельниччина). То був дивний квартет, який співав українську народну пісню, таку яскраву за колоритом, змістовну за своєю національною фольклорною основою та витончену за дотепним гумором образотворення.
У 1994 році з групою київських художників, звернулися в Відділ культури Печерскої райдержадміністрації с пропозицією перетворити Костельну, одну із найгарніших вулиць Старого Києва, у Вулицю Мистецтв. Отримавши підтримку та дослідивши нежилі приміщення, які були вкрай занедбані, виграли тендер на конкурсній основі та своїми силами зробили ремонт, дизайн. В результаті було створено «Культурно-художній центр на Костельній», з 7 художніх галерей та 8 творчих майстерень. З галереєю «Грифон» Олесь Семерня розпочинає свою співпрацю, виставляючи там свої твори.
Влітку 1996 роботи Семерні беруть участь у І Міжнародному арт-фестивалі, що відбувався в столичному Українському домі. Серед 52 вітчизняних і закордонних галерей експозицію галереї «Грифон» з роботами Семерні визнали найкращою — нагородили Гран-прі. Тоді ж було отримане запрошення від Гарвардського університету на виставку до США. До Гарварду полетіли різнобарвні пташки, які народилися вже у незалежній Україні. Серед творів восьми митців із різних куточків України (таке побажання було у професора Романа Шпорлюка — директора Інституту) були й картини Олеся Семерні. 1996 року твори маестро дивували американців (переважно українського походження) окрім Гарварду, ще в Нью-Йорку (Представництві України в ООН та в Українському інституті Америки (УІА), що сусідить на престижній П'ятій авеню з Метрополітенмузеєм), у Вашингтоні (Посольстві України в США), Філадельфії (в Українському культурному Центрі).

### Співпраця з видавництвами
Починаючи з 1990-х років художник співпрацює з видавництвами. В 1991 році для видавництва «Молодь» працює над журналом для молодшого шкільного віку «Соняшник» — 1991, № 2. Після знайомства з Іваном Малковичем ілюструє книги для його видавництва «А-БА-БА-ГА-ЛА-МА-ГА» — «Ой ти, коте Марку» (1993), «Свічка зі снігу» (2010)..

### Сокиряни
На початку третього тисячоліття Семерня знову повертається в Україну і випадково купує собі хатинку в Сокирянах на Буковині. Ця розмальована й оздоблена руками художника хатинка стала щасливою гаванню для вічно неприкаяного митця. Митець знайомиться з художниками Сокирянщини, зокрема Валентиною Яровою, бере участь в районних виставках, зокрема до Дня художника, відвідує районний центр творчості дітей та юнацтва.. Створюються роботи „Братерство“, „Різдво“, „День народження“, „Ласкаво просимо“, „Козацька пісня“, „Дід молдован“, „Жнива“, „Материнська пісня“… У 2007 році відбувається виставка в Чернівецькому обласному художньому музеї, під час якої представлена 31 робота, написана за останні 20 років. В лютому 2009 в Кишиневі відбувається персональна виставка художника „Paleta Ucraineană a Moldovei — Украïнська палітра Молдови“ присвячена 15 — ій річниці Молдовського Благодійного Фонду Українських Професійних Художників і Народних Майстрів „Renaştere-Відродження“. Серпень — вересень 2011 — участь у виставці у Кишиневі, присвяченій Дню Незалежності України»

### Огляд у публікаціях
Регулярно у пресі публікується огляд творчості художника.
1989 — го року виходить стаття в виданні «На екранах України» під назвою «Переведи мене через майдан».
В 1991 — му газета «Радянське Прибужжя» публікує статтю про Семерню «Талант до Києва доведе» ,а в 1995- му статтю «Мандрівка на край світу»
Того ж 1995 — го в виданні «Вечерний Николаев» виходять статті по творчість художника «Нас посетил хороший гость» та «Праздник в храме искусств».
2003 року журнал «Українська культура» публікує статті Івана Малковича «Козак Мамай українського живопису» та Анатолія Бруса «Трепет душі»
2006 року з приводу 70-ліття художника вийшла стаття А. Яремчука «Із чистих праджерел»
У 2007 році І. Ф. Кіцул для Чернівецького художнього музею упорядковує буклет «Семерня Олесь Федорович» для виставки робіт художника.
2008 року часопис «Музейний провулок» публікує огляд Ніни Петрусьової «Сокиряни на Буковині: Олесь Семерня».
2011 року на сайті Кам'янець-Подільського національного університету імені Івана Огієнка публікується старшим науковим дослідником Інституту Культурного Спадку Академії Наук Молдови В. Рокачук стаття «ПОВСЕДНЕВ В КАРТИНАХ АЛЕКСАНДРА СЕМЕРНИ»

### Останні роки життя
У художника виявляють онкологічне захворювання, із яким він хоробро бореться. Приїжджаючи до Києва (чи то з Молдови, чи то з Буковини), він неодмінно підживлює душу в музеї Івана Гончара, що живе активним життям у Києво-Печерській лаврі.
Остання персональна виставка його творінь відбулася влітку 2011 року в київській галереї «Грифон».. Для чималого гурту шанувальників його таланту то було свято. Свято несподіване, неочікуване, бо Метра нещодавно прооперували, і хвороба ніяк не відступала.
Працював митець до кінця життя в своїй бесарабській хатинці в Сокирянах.
В пам'ять про Олеся Семерню 18 лютого 2016 року за рішенням Сокирянської міської ради вулицю імені Миколи Карамзіна було перейменовано на вулицю Олеся Семерні.

### Могила художника

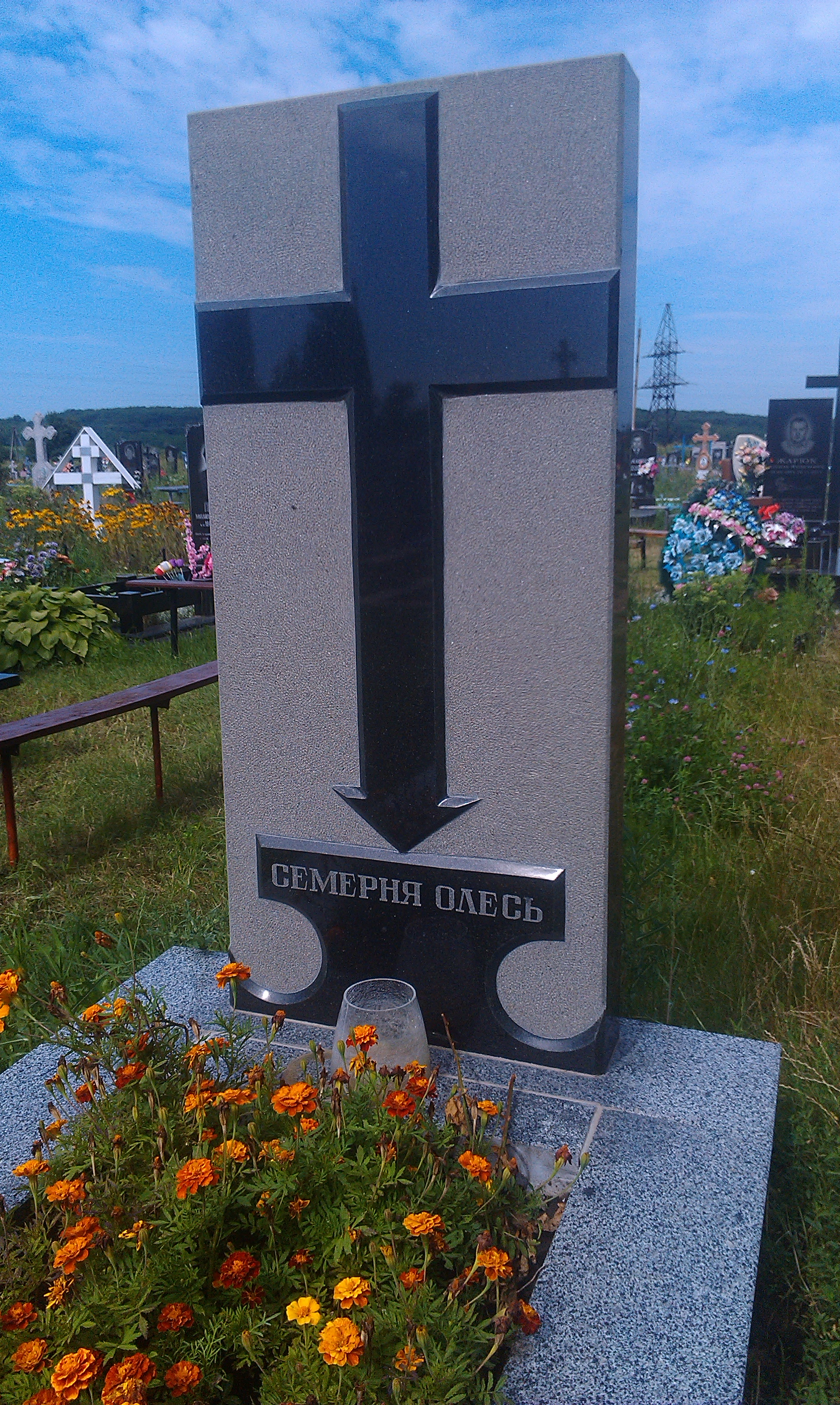
Могила Семерні у Сокирянах

Над могилою Олеся Семерні вічною пам'яттю стоїть хрест, виконаний за його власним ескізом.

## Творчий доробок
Після смерті художника потужна частина його картин (понад 70), стане предметом насолоди якнайширшого людського загалу. Роботи Олеся Семерні зберігаються в приватних колекціях 26 країн світу, зокрема Павла Загребельного, Олеся Гончара, Дмитра Павличка, Івана Малковича, Миколи Волги та інших відомих діячів української культури і в музеях: Національному Художньому Музеї України, Музеї сучасного мистецтва України, Музеї народного побуту та архітектури України (Пирогів, Київ) та багатьох інших. Громада буковинського міста Сокиряни засновує нині музей Олеся Семерні в будинку де жив та працював художник.

## Власна оцінка
Ось як сам Олесь Семерня говорить про власну творчість :
|  | «Я живу у хатці, без телевізора, комп’ютера. Маю піч, де готую сам їсти, колодязь. Від сонця не ховаюся, тому такий засмаглий, — сміється художник. — Сюжети для своїх робіт беру із життя. Обличчя моїх героїв на картинах схожі на моє. Напевне, в усіх художників так ведеться, що малюють насамперед себе.» |

|  | Дорогие мои золотые друзья! Я счастлив, что Вы меня так высоко цените. Постараюсь оставаться в том же качестве, чтобы Вас не разочаровывать и буду продолжать неустанно создавать свои шедевры, чтобы они приносили Вам радость. Обнимаю. Искренне Ваш Олесь Семерня из бурьянив «Турецкая долина». |

## Відгуки митців
|  | Світ майстра — простір легенди і міфу, пісні й казки, старовинних звичаїв та сільської повсякденності, яка зберігає всі ці магічні скарби, і по вінця сповненої ними («Пейзаж-Буковина»). Життя персонажів Олеся Семерні монументальне і причетне до Вічності, але водночас — повне якоїсь зворушливої довірливості («Легенда», «День народження», «Материнська пісня»). Його пастухи й ангели, матері та воїни, Єва («Єва і кобзар») та Європа («Викрадення Європи») живуть за одвічними і гармонійними законами Всесвіту, тим самим зберігаючи й оберігаючи його, але самі видаються — і виявляться? — зовсім беззахисними перед тим, що дисгармонійне — але, на щастя, скороминуще («Чабанське свято», «Ангел», «Степовий скрипаль»). Оксана Ламонова. |

|  | «Коли вам запраглося погрітися, подихати рідним прастепом чи відійти душею, згадайте собі картини Олеся Семерні. В них — здоров'я нації, і справжня сутність споконвічної української душі, що злагідна розмовляє з Богом і зорями, з дитиною і стеблиною, з сумними волами і веселими квасольками овечок.Та найбільше — сама з собою. Там — потужний і добрий талант, що творить єдину Україну, тому іноді аж важко впізнати — це Карпати чи український південь, і тільки розпечене ольвійське сонце, що з'яскравлює всі барви, безпомильно вказує на художникове коріння. Там — неприкаяний козак Мамай з тихим коником і жменькою суто дитячих хитрощів. Там — дуже самотній чоловік, який посеред звихненого світу розповідає золоту казку нашого дитинства. Тож дай йому, Боже, здоров’я і натхнення». Іван Малкович |

|  | «Він має свій дивовижний стиль, що сягає корінням народного малярства. Три Андрії. Двоє в профіль, один – в очі. Фалди одягу. Жіноча доля. Жорна-яйці. Геть соковиті кольори. Горпина. Коло з маком. Жінка-коло. Оригінальні рямці. Мої пращури. Над хатами в променях неба. Занепокоєні як і тут були. Викрадення Європи. Червоний бик. Вінок. Вода трави. Степовий скрипаль; Рідне коріння. Соковитість, виразність. Портрет Івана Марчука. Янгол у вигляді жінки. Чабанське свято. Вівці. Яйці з очима. Хмари. Козак Мамай. Геть вдала стилізація. Зимовий пейзаж. Цукеркове село. Легенда. Лице в зморшках. Отже, хто хоч раз повидить тоє чудо – малярство сего видатного маляра-буковинця – матиме добрі спочуття а насолоди без міри». Василь Велимчий |

|  | «Пішов од земного життя Олесь Семерня — творець ніжно-мелодійної української душі, залишивши нам свої безсмертні творіння. Його картини — Диво, бо в них — таїна. Краса картин Семерні дещо незрозуміла, можливо, для сучасної молоді, бо її душа ані в дитинстві (надто у дитинстві!), ані в юності не торкнулася суто національної побутово-ментальної традиції. Але ж незрозумілість тієї краси і є сенс мистецтва. Бо тоді прагнемо все-таки осягнути ту таїну. Таїну Краси. Напевне, тому звичайною є ситуація, коли під час колективних виставок біля картин Олеся захоплено зупиняються шанувальники. Хоча поруч — творіння модних сучасників. Бо в їхніх картинах на першому плані основні принципи сучасності й почасти — криклива беззмістовність, що її породила неправда, нещирість за яскравої, а то й здебільшого нахабної, агресивної форми. Зовсім інша ситуація з Олесем Семернею. Його душа від народження і до останніх днів свідомо наповнювалася живицею українських народних традицій. Наповнювали його нескінченні мандри шляхами України (а то й Молдови)…». Микола ВОЛГА |

|  | Картины Семерни в основном на гуцульскую тематику. Мужчин он изображает со скрипками, с рождественской звездой, показывает их крепкую дружбу. А вот женщины — некрасивые, потому что выпили из него всю кровь, говорит художник. Поэтому и изображены они как на крыше дома, то на дереве: чтобы не мешали рисовать. Но несмотря на все шутки, работы у Олеся Семерни теплые по ощущениям и глубокие по содержанию. Галерея «Грифон» |

## Світлини життя

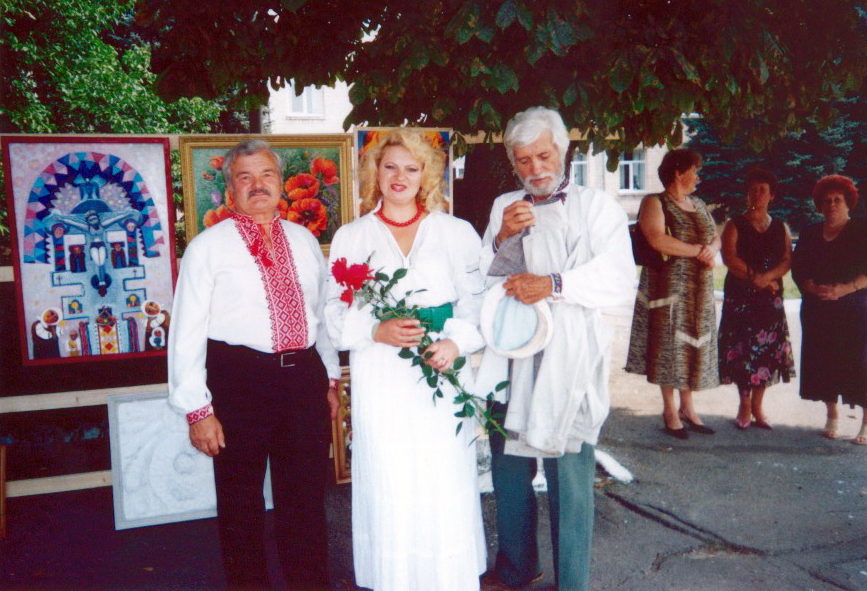
Виставка в Сокирянах
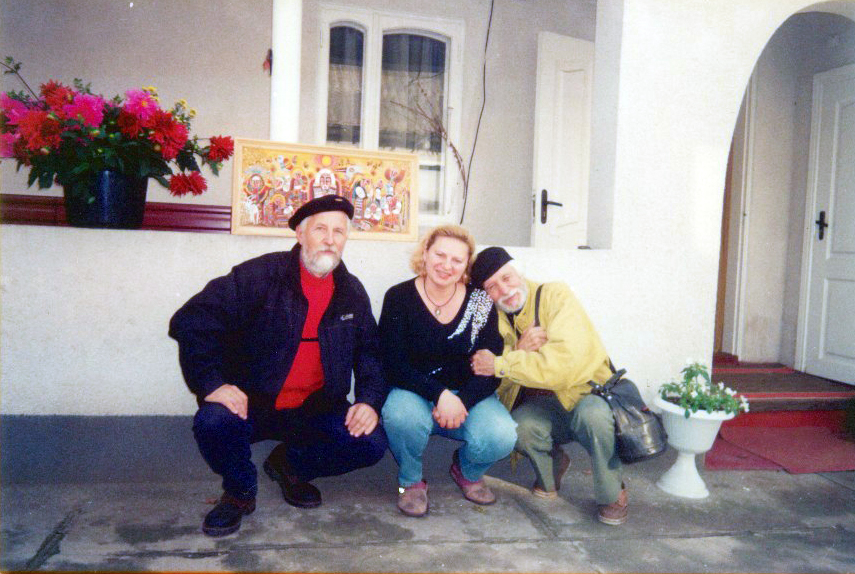
В гостях у художниці Валентини Ярової
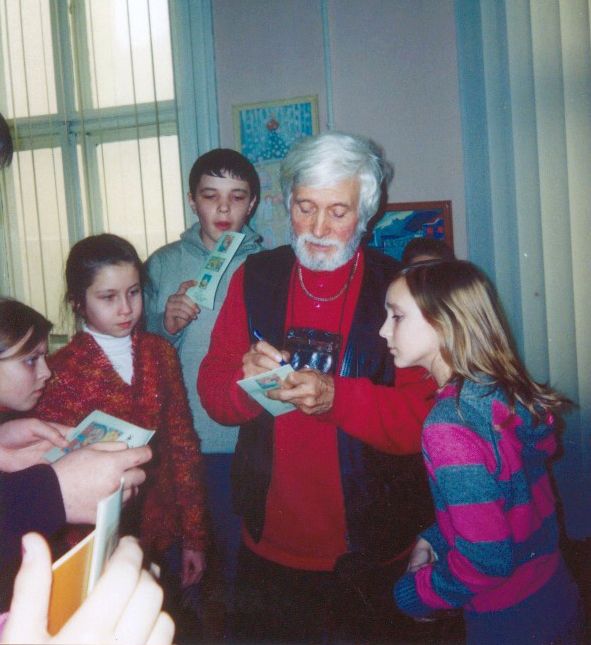
Семерня роздає автографи учням художньої школи
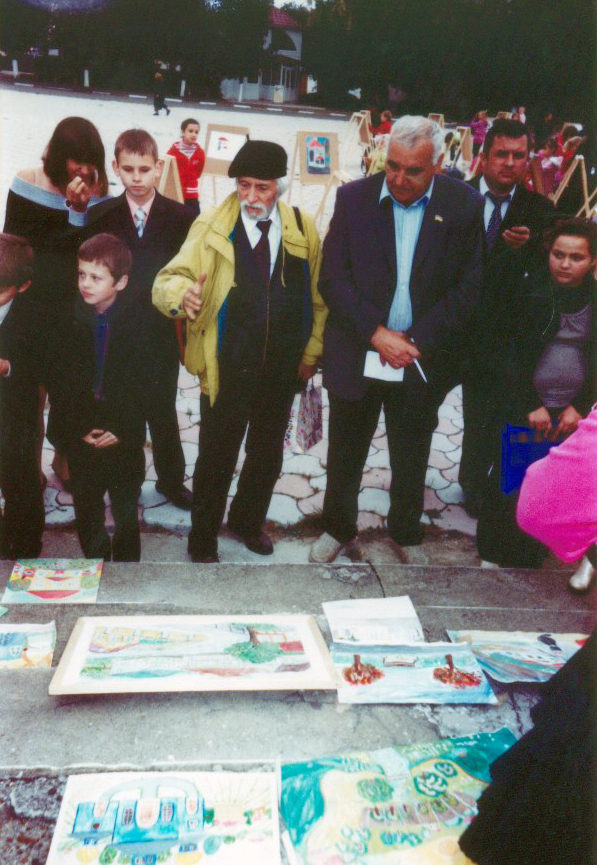
На виставці художньої школи
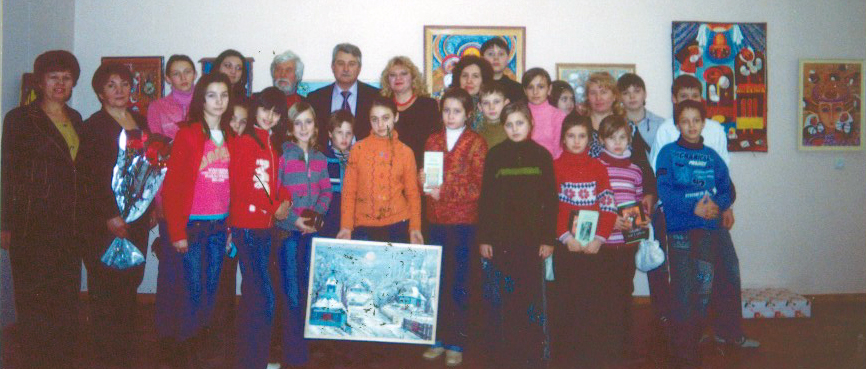
Виставка в Сокирянах
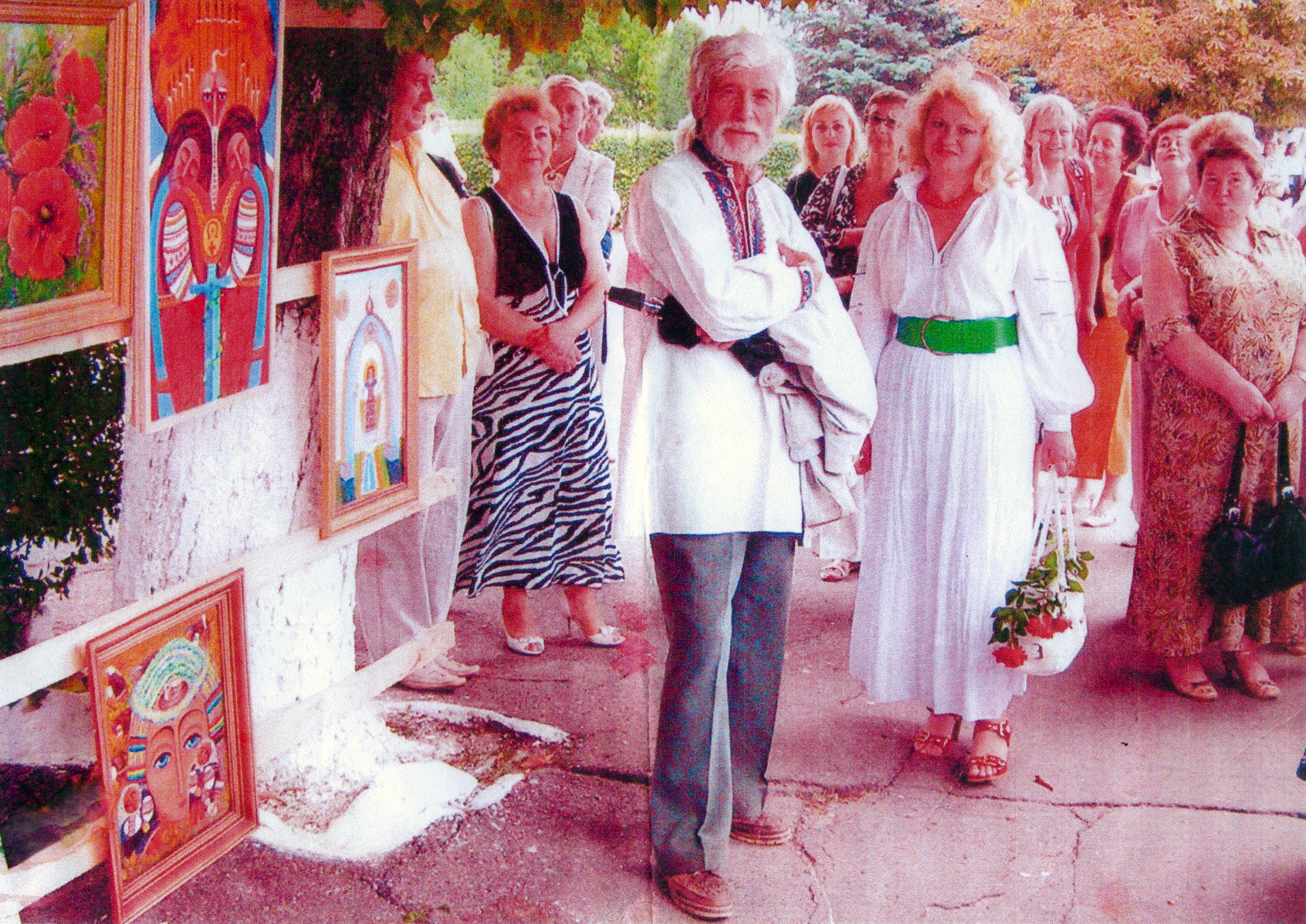
Виставка в Сокирянах
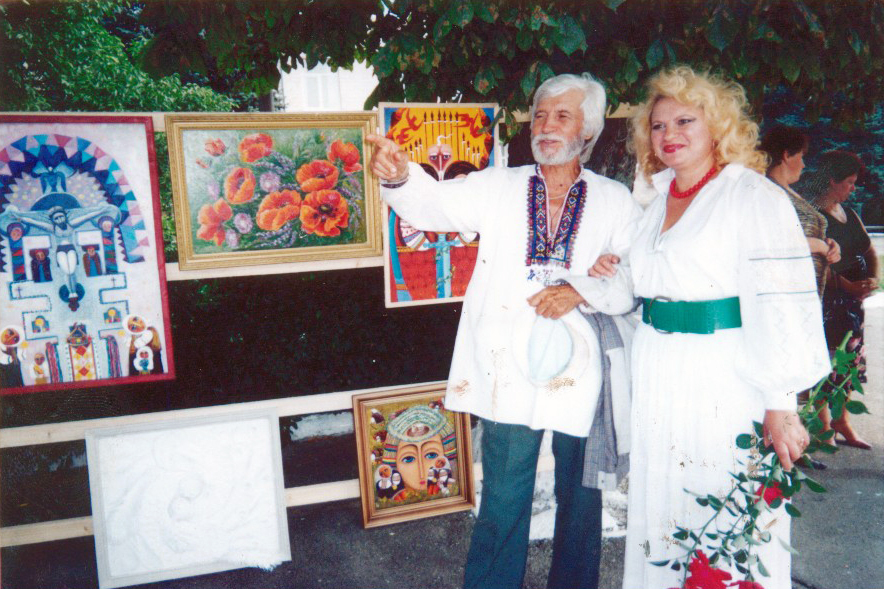
Виставка в Сокирянах
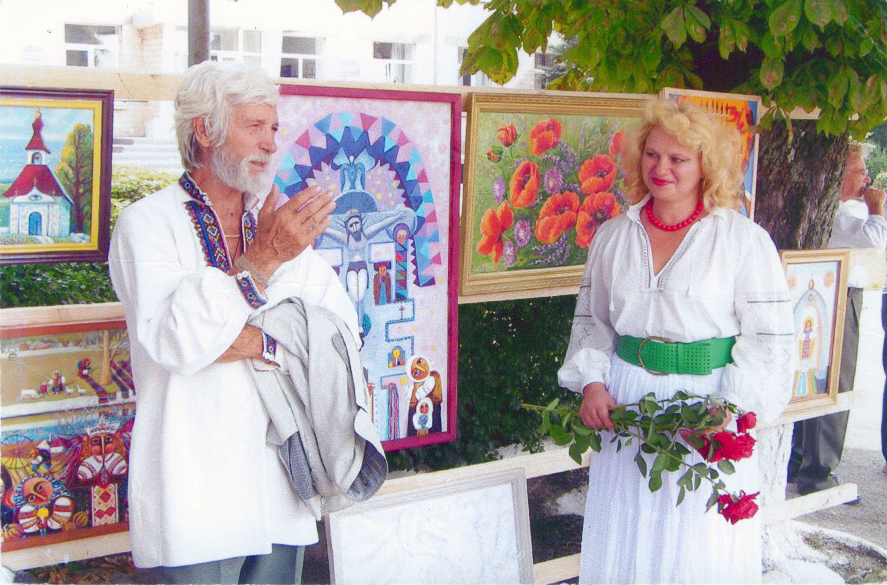
Виставка в Сокирянах
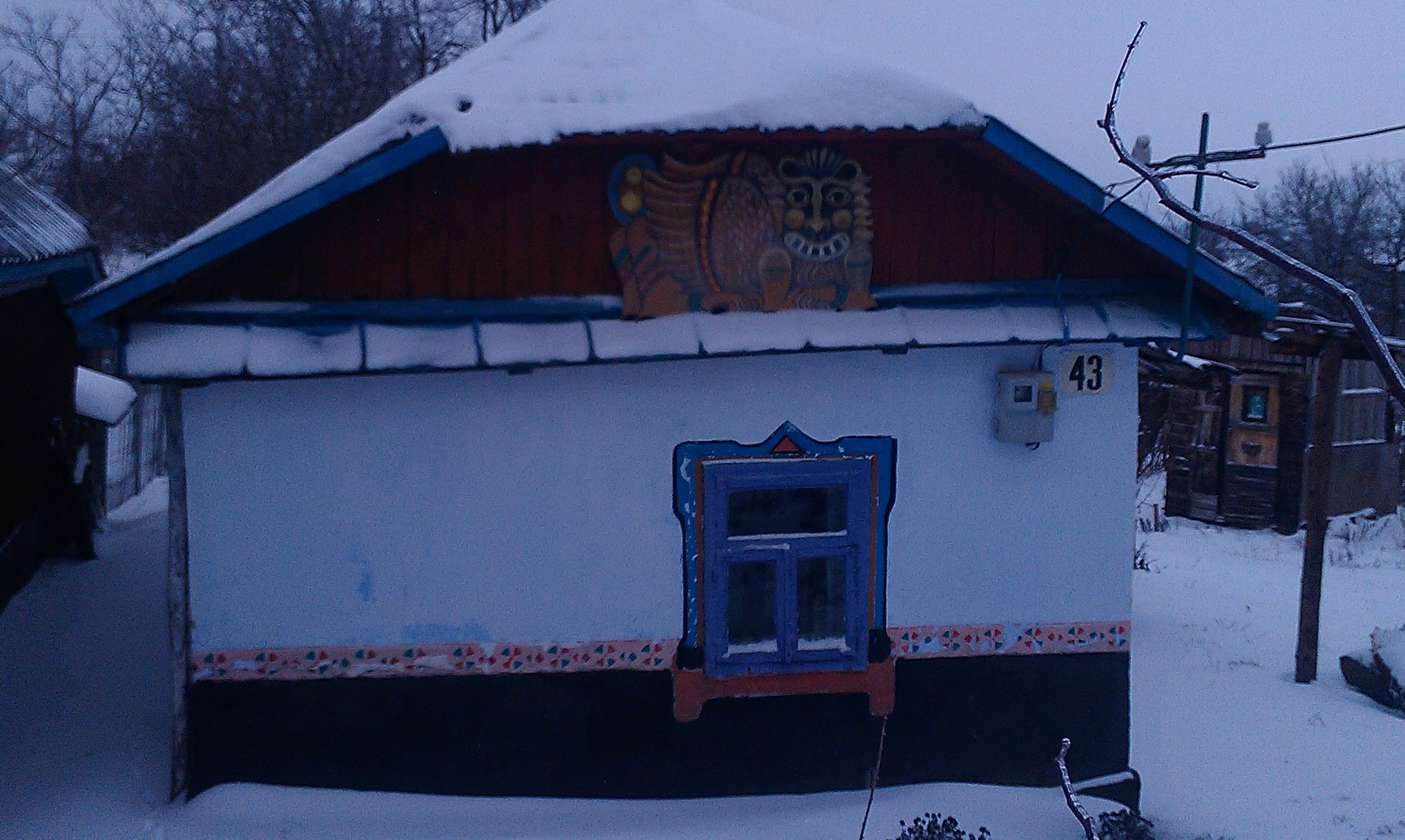
Будинок художника
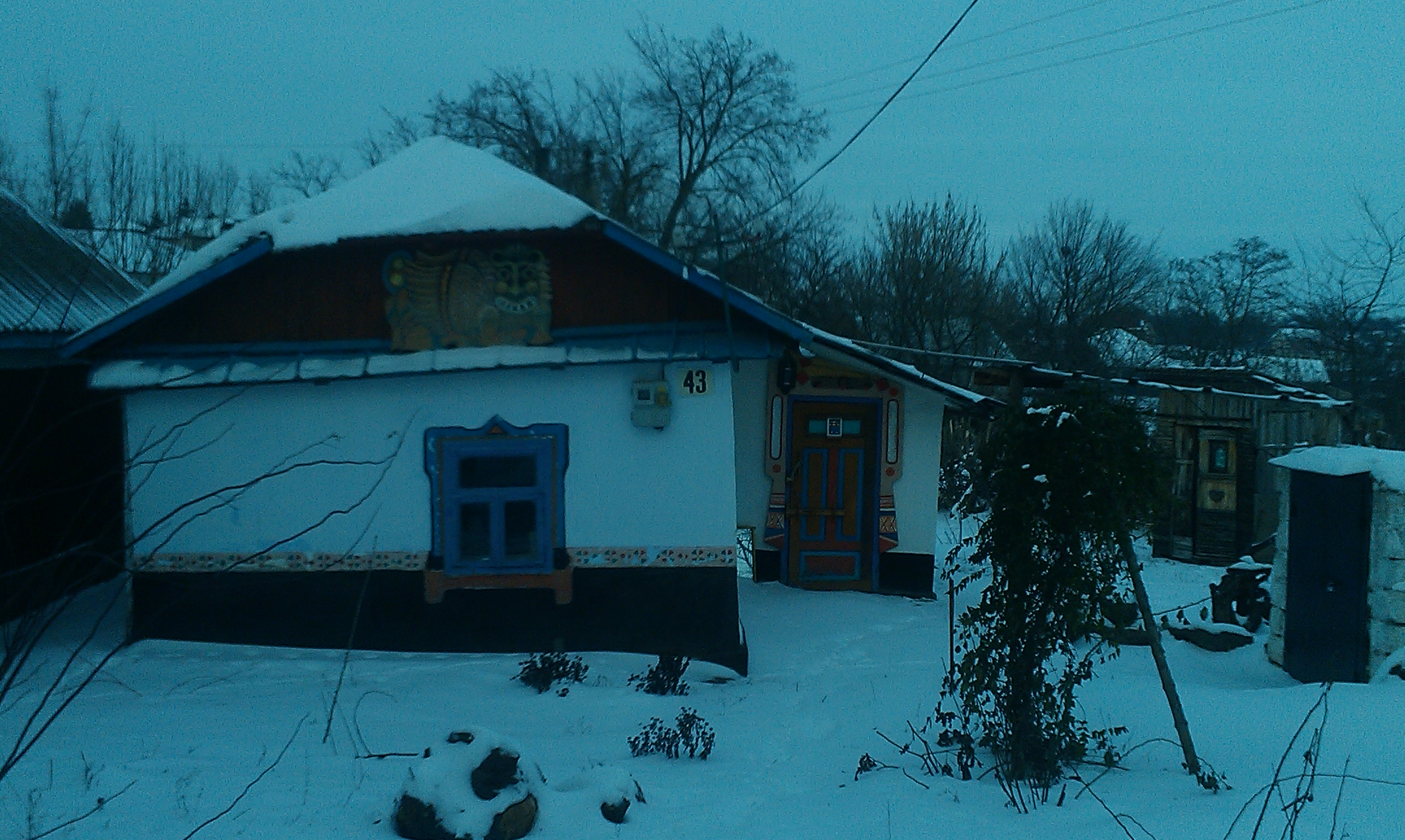
Будинок художника
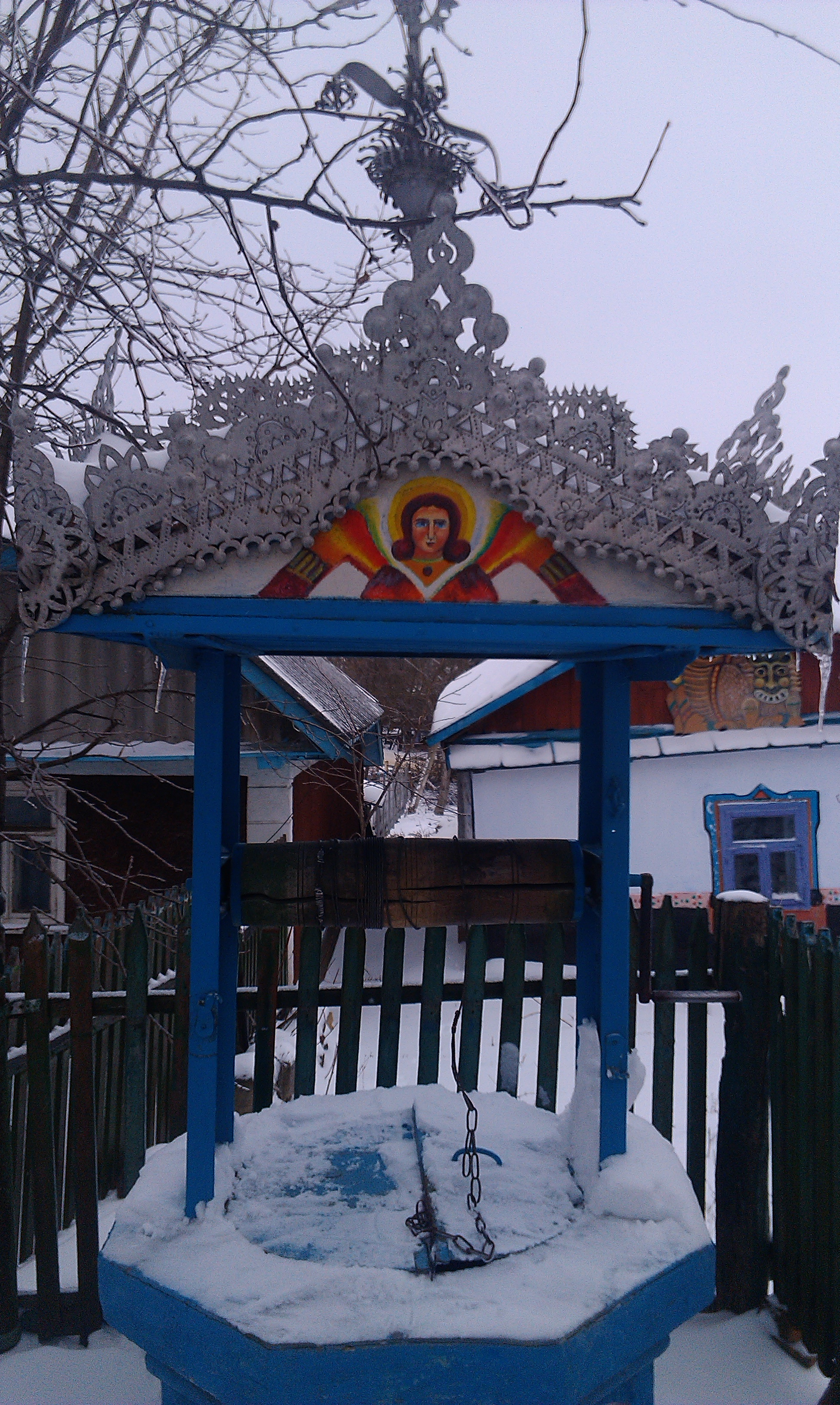
Будинок художника